# Uri Geller Live: Ufos und Aliens – Das unglaubliche TV-Experiment
Uri Geller Live: Ufos und Aliens – Das unglaubliche TV-Experiment ist eine am 15. November 2008 auf ProSieben ausgestrahlte Fernsehshow um den Mentalisten Uri Geller, der einen Versuch unternahm, durch Telepathie Kontakt mit außerirdischen Lebensformen aufzunehmen. Außerdem waren zahlreiche prominente Gäste anwesend, unter anderem Erich von Däniken, Vincent Raven und Nina Hagen. Moderiert wurde die Show von Stefan Gödde und Verena Wriedt.
Zur Veranschaulichung verschiedener Szenen aus der Geschichte der Ufologie und Prä-Astronautik wurden Computeranimationen und professionell inszenierte Nachstellungen verwendet.
Die Sendung wurde ein als miserabel kritisierter, kommerzieller Misserfolg, weshalb keine ursprünglich geplante Neuauflage des TV-Experimentes stattfand.

## Konzept und Ablauf
Die dreistündige Show war der nächste größere Auftritt Gellers in Deutschland nach seiner im März desselbigen Jahres auf ProSieben gesendeten Casting-Show The next Uri Geller – Unglaubliche Phänomene Live. Sie wurde von Stefan Gödde moderiert und auf ProSieben am Samstag, den 16. November 2008 zur Prime Time um 20:15 Uhr live gesendet. ProSieben bezeichnete Geller in der die Sendung begleitenden PR-Kampagne als den größten „Mystifier“ weltweit.
Es werden am Anfang UFO-Videos analysiert, wobei einige als authentisch eingestuft werden. Im weiteren Verlauf der Show werden mehrere solcher Videos von Zuschauern zugeschickt, die ebenfalls von verschiedenen Gästen bewertet werden. Anschließend wird zu einem Radioteleskop nach Jewpatorija in der Ukraine geschaltet, wo sich einige der ProSieben zufolge bedeutendsten Wissenschaftler Europas befinden. Dort übernahm Daniel Aminati die Moderation. Von dort sollen Nachrichten der Zuschauer später ins Weltall gesendet werden. Es wird ein erstes Experiment durchgeführt, bei dem sich die Zuschauer auf einen farbigen Kreis auf dem Bildschirm konzentrieren und zeichnen sollen, was sie sehen. Unter anderem dabei entstandene Friedenszeichen und Herzen deutet Geller als telepathische Botschaften von Außerirdischen.
Nina Hagen trifft ein. Sie bringt aus Roswell (New Mexico) ein Kabel mit, mit dem sich dort ein Mann bereits gegen Außerirdische verteidigt haben soll. Von anrufenden Zuschauern werden „merkwürdige Lichter am Himmel“ gemeldet, bevor das Radioteleskop in der Ukraine die Nachrichten sendet. Es wird grafisch dargestellt, wie die Radiowellen die Erde verlassen.
Der umstrittene Prä-Astronautik-Forscher und erfolgreiche Autor Erich von Däniken trifft ein. In der Ukraine passiere etwas Ungewöhnliches, es sei schon fast unheimlich, deutet Moderator Daniel Aminati an. Es wird ein ungewöhnliches Signal von einer italienischen Radio-Anlage empfangen, von der aus sich von ProSieben beauftragte Wissenschaftler melden. Es kommt heraus, dass das Signal irdischen Ursprungs ist. Nachdem Erich von Däniken anhand von Computeranimationen seine Thesen im Bereich Prä-Astronautik veranschaulicht und Vincent Raven Kontakt zum Jenseits aufgenommen hat, berichten zwei Menschen, die angeblich regelmäßig von Außerirdischen entführt werden, von ihren Erlebnissen und unterziehen sich live einer Hypnose.
Zum Abschluss wird eine Zuschauerumfrage mit dem Ergebnis durchgeführt, dass 93 % der Zuschauer daran glauben, dass Außerirdische existieren.

## Rezeption
Die Sendung erreichte eher geringe Einschaltquoten und blieb mit 4,8 % Marktanteil und 1,4 Millionen Zuschauern knapp unter dem durchschnittlichen Marktanteil von ProSieben.
Uri Geller Live: UFOs und Aliens – Das unglaubliche TV-Experiment erhielt vor allem schlechte bis sehr schlechte Kritik. Die Show sei ein „Alien-Gammelfleisch-Skandal“, regt sich etwa UFO-Skeptiker Werner Walter auf. Uri Geller und seine Show wurden stark kritisiert. „Außerirdisch unterirdisch“ lautete die Schlagzeile in der Ausgabe des Spiegels vom 16. November. Noch im selben Jahr wurde Uri Geller Live: Ufos und Aliens mit dem „Goldenen Günter“, einem Negativpreis der Webseite DWDL.de, einem online-Medienmagazin, zum „Debakel des Jahres“ ausgezeichnet. Aufgrund der enormen Kritik an der Sendung und zahlreicher Briefe an ihn distanzierte sich Erich von Däniken Anfang 2009 in dem Magazin Sagenhafte Zeiten seiner Forschungsgesellschaft für Archäologie, Astronautik und SETI von der Show und legte darin seinen Standpunkt dar.